# L'ultimo guerriero
L'ultimo guerriero es una película posapocalíptica italiana estrenada en 1984, dirigida por Romolo Guerrieri y escrita por Roberto Leoni. Está protagonizada por William Mang, Marina Costa y Harrison Muller.

## Sinopsis
Después de un holocausto nuclear, la sociedad se divide en dos grupos. Por un lado están los contaminados, los cuales malviven en la superficie, y por otro, aquellos que han logrado escapar de la radiación, una élite que vive en fortalezas subterráneas y que se dedica a perseguir y aniquilar a los contaminados. Un día, un científico de la élite descubre que la radiación ha desaparecido y que, por tanto, ya no hay motivo para continuar habitando en el subsuelo ni continuar con el exterminio del resto de sobrevivientes. Sin embargo, tal afirmación le costará muy caro: será desterrado a la superficie junto a su pareja, donde tendrá que escapar de las patrullas de cazadores.

## Producción
Una cierta cantidad de material de esta película se utilizó en una película posterior, Il Giustiziere del Bronx. Las imágenes de Woody Strode como el personaje Sam se reutilizan en Il Giustiziere del Bronx, y su personaje se llama Warren. Margit Evelyn Newton fue la única actriz de esta película que tuvo nuevas escenas filmadas en la segunda.

## Recepción
En una reseña retrospectiva, Jeremy Wheeler de AllMovie comentó que a pesar de que la película tiene un «guerrero de pelo grande y vestido de cuero en una elegante motocicleta negra que lleva una espada samurái en las dunas estériles del futuro» y que suena «bastante genial», la película todavía contiene «todos los escollos de las películas posapocalípticas italianas baratas de esta época con poco de la naturaleza gratuita con la que se han agraciado las mejores del grupo». Kim Newman encontró que esta película era «la mejor de un lote malo» del grupo de películas postapocalípticas italianas baratas de la década de 1980. Creature Feature le dio a las películas 1,5 de 5 estrellas, señalando que la violencia en ambos lados hace que sea difícil sentir empatía por Mang y que la dirección carecía de entusiasmo. TV Guide consideró que la película era mejor que la mayoría del género y que la actuación de Strode fue impresionante, pero le dio a la película una de cinco estrellas calificándola de «para pasar el tiempo».